# NEE

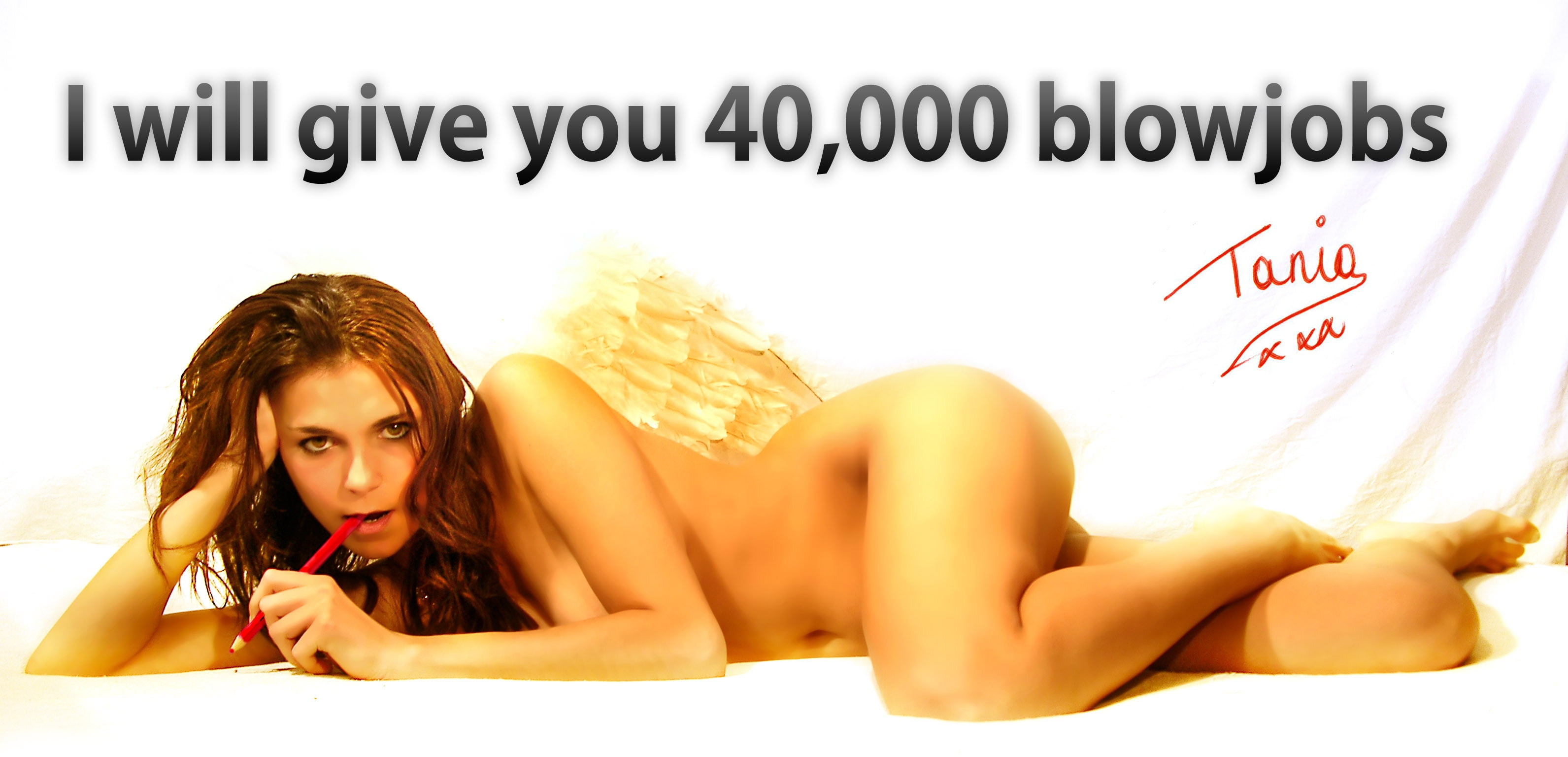
Предвыборный плакат с изображением Тани Дерво и надписью на английском: «Я сделаю вам 40 000 минетов»

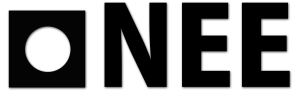

NEE (в переводе с нидерландского «Нет») — сатирическая политическая партия в Бельгии, основанная группой антверпенской молодёжи в 2005 году. Позиционирует себя как протестное движение против всех существующих бельгийский партий в стране, где голосование обязательно.
Первоначально обещала в случае прохождения в парламент голосовать против всех законопроектов; затем изменила стратегию, готовясь вообще не занимать депутатских мест. Получила известность в 2007 году, когда на выборах в бельгийский национальный парламент одна из кандидатов от движения, 24-летняя Таня Дерво, пообещала сделать минет 40 тысяч раз. После выборов 2007 года основатели партии, отойдя от политической деятельности, занялись подготовкой проекта фильма и вели фиктивный «блог самоубийцы».

## Выборы в бельгийский сенат
На выборах в бельгийский сенат в 2007 году партией была выставлена кандидатура 24-летней студентки Тани Дерво (нидерл. Tania Derveaux), изучающей маркетинг. Первоначально Дерво появилась в предвыборной рекламе NEE обнажённой или полуобнажённой с крыльями ангела. Она обещала создать 400 тысяч рабочих мест, пародируя обещание премьер-министра Ги Верхофстадта создать 200 тысяч рабочих мест.
Однако вскоре NEE изменила лозунг с обещания 400 тысяч рабочих мест (англ. jobs) на обещание Дерво сделать 40 тысяч сеансов орального секса (англ. blowjobs). На странице партии в интернете Дерво призывала сторонников заполнить форму и оставить свои координаты, обещая затем в течение 500 дней путешествовать и делать по 80 минетов в день.
Как говорится на странице партии, все изображения Тани Дерво на сайте партии передаются в общественное достояние.
На вопрос газеты El Mundo, не боится ли она, что предложение будет принято всерьёз, Дерво заявила: «большинство людей понимают, что это не на самом деле», «люди не дураки, а тем, кто задает нам вопросы, мы объясняем, в чем дело», отметив, что «до сих пор мы получали позитивные отзывы». Согласно данным Alexa, в период проведения рекламной кампании резко выросла посещаемость сайта движения.

## Поддержка избирателей
На муниципальных выборах в октябре 2006 года в Антверпене NEE получила поддержку более 4500 избирателей (около 1,5 % голосов), однако ни один её кандидат не прошёл в городской совет.
По результатам выборов в сенат NEE получила 0,18 % голосов, что не дало ей ни одного места в парламенте.